# William Cornelius Van Horn

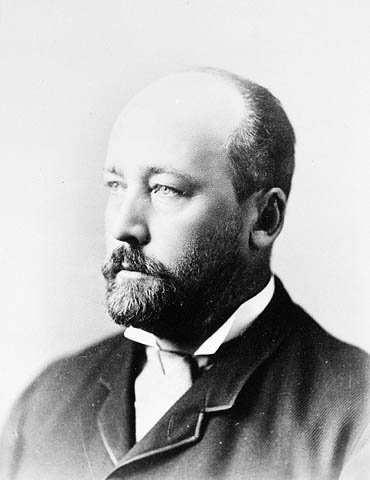
William Cornelius van Horne (1843-1915)

William Cornelius van Horne (ur. 1843, zm. 1915) – pionier kolejnictwa. 
Urodzony w USA w Illinois, pracował w amerykańskim kolejnictwie. Był urzędnikiem Michigan Central Railway a od 1864 Chicago & Alton Railway. Zaczął karierę jako sprzedawca biletów by kolejno zostać dyspozytorem, nadzorcą telegrafu, w końcu dyrektorem oddziału. Dał się poznać jako znakomity organizator. W 1879 przeprowadził reorganizację linii kolejowej Milwaukee Road, sprawiając, że stała się przedsiębiorstwem dochodowym. W 1881 został polecony na stanowisko prezesa budowy Kolei Transkanadyjskiej. Ze swojego zadania wspaniale się wywiązał. Trasa rozciągająca się pomiędzy Montrealem a Vancouver została zbudowana w zaledwie trzy lata. Po zakończeniu budowy kolei pozostał w Kanadzie zajmując się rozwojem kanadyjskiego systemu transportowego. Został obywatelem Kanady. W 1894 otrzymał brytyjskie szlachectwo.